# ラモンド・マレー
ラモンド・マレー（Lamond Maurice Murray, 1973年4月20日 - ）は、アメリカ合衆国のバスケットボール選手。カリフォルニア州パサデナ出身。アメリカ男子プロバスケットボールリーグNBAのロサンゼルス・クリッパーズなど4チームに所属していた。ポジションはスモールフォワード。身長201cm、体重106.6kg。元NBAプレイヤーのトレーシー・マレーとは従兄弟同士である。

## 経歴
カリフォルニア大学バークレー校でジェイソン・キッドとチームメイトだったマレーは、大学時代からスコアラーとして鳴らしていた。3年時には平均24.3得点を記録し、数々の大学の記録を塗り替えた。NCAAトーナメント終了後にアーリーエントリーを表明、1994年のNBAドラフトで全体の7位指名を受け、ロサンゼルス・クリッパーズへ入団した。
ルーキーの年は81試合に出場、61試合で先発し平均14.1得点と活躍したが、その後2年間は低迷した。4年目となった1997-98シーズンにはビル・フィッチヘッドコーチに信頼されるようになり65試合で先発、チームトップの平均15.4得点、FG%は自己最高の48.1％を記録した。1998-99シーズンは、ルーキーのタイロン・ネスビーと出場時間を分け合い、今一つの成績に終わった。
1999-2000シーズン前に、デレック・アンダーソンとの交換でクリーブランド・キャバリアーズへ移籍した。キャブスではショーン・ケンプやアンドレ・ミラーに次ぐ得点源として活躍し、2001-02シーズンには、自己最高の16.6得点を記録した。
SFが多いチーム事情から、2002-03シーズン前に、マイケル・スチュワート、ドラフト1巡指名権との交換でトロント・ラプターズへトレードされた。最初の年は怪我で棒に振り、その後は控えでの出場が多くなった。出場時間を求めてトレードを直訴した時もあったが、契約が切れるまで在籍した。
2005-06シーズン前に、フリーエージェントとなったマレーは、同郷のキッドのいるニュージャージー・ネッツと契約、大半は控えとしての出場だったが、1997年以来にプレイオフに出場した。シックスマンのクリフォード・ロビンソンが禁止薬物使用違反により出場停止になると出場機会は増え、マイアミ・ヒート戦では平均9.2得点とまずまず活躍したが、チームは1-4で敗れた。
2006-07シーズンは、開幕前に古巣のクリッパーズと契約したものの、プレシーズン中の10月下旬に解雇された。
その後、広東サザンタイガース、ABA、IBLなどでプレーした。